# Burano
Burano (Buràn [buˈraŋ] in veneto) è un centro abitato di 2 270 abitanti che sorge su quattro isole della laguna di Venezia settentrionale. Dal 1923 fa parte del comune di Venezia e in particolare della municipalità di Venezia-Murano-Burano. È collegato da un ponte all'isola di Mazzorbo, che ne è divenuta una sorta di appendice. 
Fino al 2005 fu sede del quartiere "6 Burano-Mazzorbo-Torcello", abolito con l'istituzione delle odierne municipalità.

## Geografia fisica
Burano sorge nella Laguna Veneta settentrionale, a nord-est di Murano, ed è a questa collegata tramite il percorso navigabile canale Bisatto-canale Carbonera-scomenzera San Giacomo. Attorno si estendono alcune formazioni palustri, in particolare la palude di Santa Caterina, a sud-ovest, e la palude di Burano, a sud est. A nord è lambita dal canale dei Borgognoni-canale di Burano, mediante il quale si raggiungono Treporti (a sud) e Torcello (a nord). Subito ad ovest si trova, invece, Mazzorbo, alla quale è unita tramite un ponte.
È costituita da quattro isole, separate da tre canali interni, che sono il rio Pontinello, il rio Giudecca e il rio Terranova. Analogamente a Venezia, è divisa in cinque sestieri, distinti appunto dai suddetti canali, sui quali si basa la codifica degli indirizzi:
| sestiere             | superficie (ettari) | abitanti | densità (ab./km²) |  | mappa |
| San Mauro            | 6,8                 | 806      | 12.029            |  |       |
| Giudecca             | 2,5                 | 257      | 10.200            |  |       |
| San Martino Sinistra | 4,4                 | 580      | 13.318            |  |       |
| San Martino Destra   | 5,1                 | 750      | 14.882            |  |       |
| Terranova            | 2,3                 | 343      | 15.609            |  |       |
| Burano               | 21,1                | 2.736    | 13.176            |  |       |

## Collegamenti
Burano si raggiunge da Venezia (Fondamente Nuove o San Marco/San Zaccaria), dall'isola di Murano (fermata Faro), e dal litorale di Cavallino-Treporti (fermate Ricevitoria o Punta Sabbioni) tramite una linea regolare di battelli che la collega anche a Torcello e Mazzorbo.

## Origini del nome
Analogamente a Murano e a Torcello, la tradizione fa derivare il toponimo da una presunta porta di Altino, chiamata Borea perché guardava verso settentrione.
In realtà dovrebbe essere un prediale riferito al nome di un proprietario terriero, tale Bu(r)rius o Borius. È infatti probabile che anticamente l'isola, potendo contare su una superficie molto più estesa dell'attuale, avesse caratteri rurali.

## Storia
La tradizione vorrebbe che Burano fosse stata fondata, come i centri dei dintorni, dagli abitanti della città romana di Altino che si erano rifugiati in laguna per sfuggire alle invasioni barbariche, in particolare agli Unni di Attila e ai Longobardi. La prima attestazione documentaria, comunque, risale all'840 quando nel Pactum Lotharii viene citata - al genitivo - come Burani.
Le prime abitazioni erano poste su palafitte con le pareti fatte di canne e fango e solo a partire dall'anno Mille furono costruite case in mattoni. Burano poteva godere anche di un clima mite e salubre grazie ad una certa ventilazione che allontanava la malaria.
Fin dal XIII secolo le contrade di Burano, Mazzorbo, Ammiana e Costanziaca erano sottoposte alla giurisdizione del podestà di Torcello e quando la Serenissima riordinò il sistema politico-amministrativo e territoriale fu istituito un ''governo podestarile'' e al posto dei ''Gastaldi'' nell'isola di Burano subentrò il ''Consiglio della Magnifica Comunità di Burano'' che deliberava a maggioranza e le Parti prese, le Determinazioni e le Istanze dovevano essere poi approvate e ratificate dal Podestà. Nel XVI secolo il Podestà di Torcello si insediò a Burano e l'isola acquistò così maggior prestigio. 

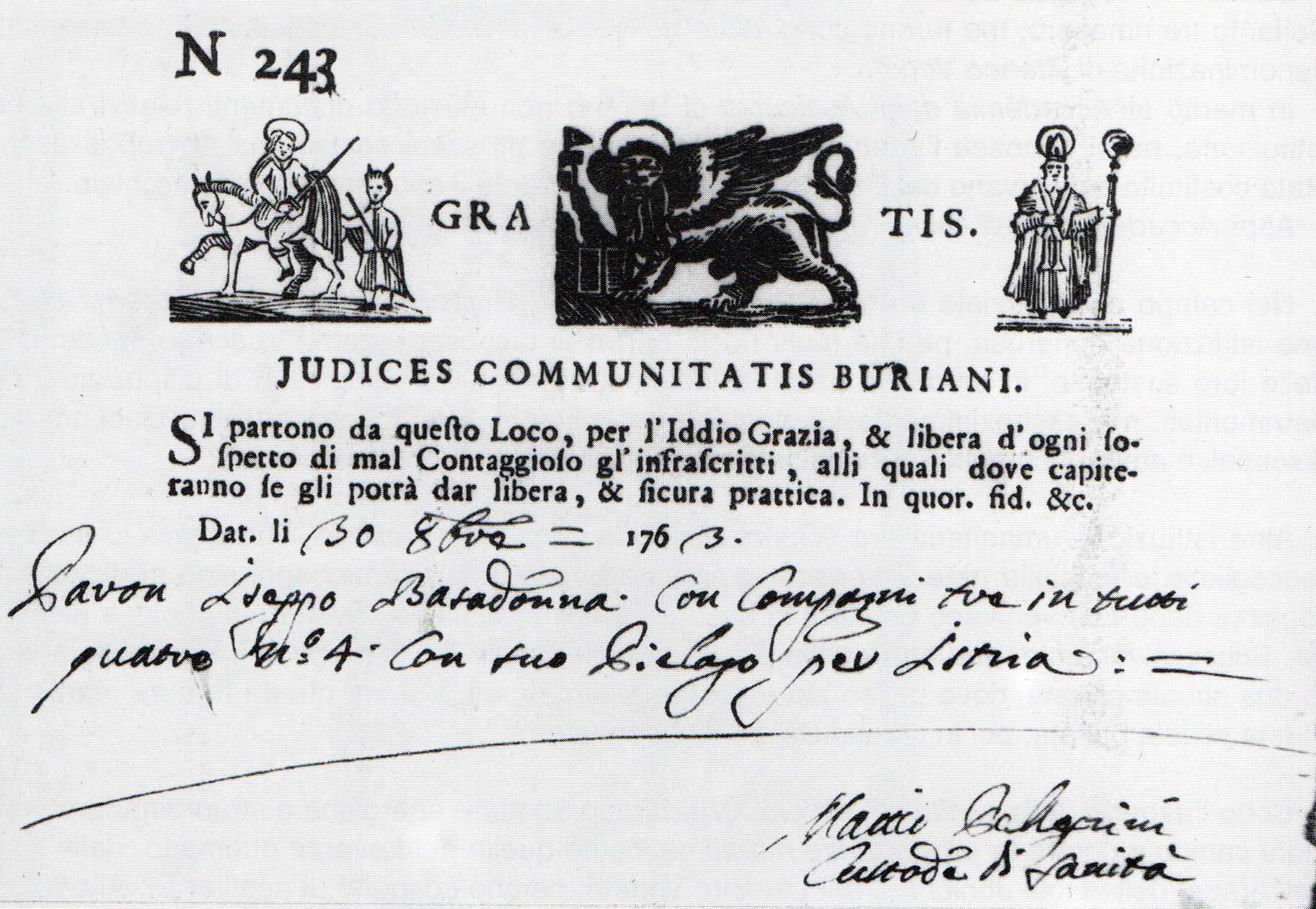
Permesso sanitario del 1763 rilasciato dai Giudici della Magnifica Comunità di Burano e sottoscritto dal Custode dell'Ufficio di Sanità

Il 12 maggio 1797 Venezia cadeva sotto l'occupazione francese guidata dall' allora generale Napoleone Bonaparte ed il 25 maggio i ''Municipalisti'' rappresentanti l'isola di Burano sono i primi a prendere contatto con la Municipalità Provvisoria di Venezia per formare un corpo territoriale amministrativo con le isole lagunari.
Dopo una delle sconfitte di Napoleone, il 19 gennaio 1806 gli austriaci entravano a Venezia per la seconda volta e con la legge del 29 aprile 1806 Burano divenne Comune di II classe sotto il podestà di Venezia.
Quando nel 1848 Venezia insorse contro gli austriaci, fu istituita una legione per le isole di Murano e Burano. Il 9 giugno 1848 ci furono le elezioni per le ''rappresentanze nazionali per la preparazione della Costituzione dello Stato'': anche Burano elesse i suoi rappresentanti. Terminata la Terza guerra d'Indipendenza, il 19 ottobre 1866 entrarono a Venezia le truppe del Regio Esercito Italiano ed il 22 dello stesso mese ebbe luogo il plebiscito. Il 23 dicembre 1866 a Burano si tennero le elezioni amministrative: su 5.724 abitanti gli elettori amministrativi sono stati 147 ed elessero sindaco del Comune di Burano Giuseppe D'Este.
Dopo l'Unità d'Italia le condizioni economiche ed amministrative del Comune erano alquanto precarie peché gli introiti patrimoniali non rendevano quasi nulla ed i proprietari terrieri e di fabbricati cercavano di non pagare le tasse; anche la popolazione produttiva non godeva buone condizioni di vita. Il Comune di Burano chiese l'aggregazione a quello della città di Venezia ma la proposta fu ripetutamente negata. Soltanto nel 1923 la richiesta di aggregazione venne accolta e concessa con la legge n. 29026 del 30 dicembre di quell'anno. Il suo territorio si estendeva anche sull'attuale Cavallino-Treporti e sulle isole di Mazzorbo, Torcello, Santa Cristina, Cason Montiron, La Cura, San Francesco del Deserto.
Nel corso dei secoli, alcune famiglie di Burano si trasferirono ad Ancona per motivi di lavoro, dove costituirono una piccola comunità: quella dei Buraneli. L'influsso della loro presenza si sente ancor oggi nel dialetto anconitano, essendo la parlata di Burano, insieme a quella autoctona e a quella levantina, una delle tre componenti che si fusero per dare origine al dialetto del capoluogo marchigiano Tra le voci del dialetto anconitano che hanno origine buranella c'è mamulini, o màmuli, con il significato di "bambini piccoli".
Il dialetto di Burano è caratterizzato da una particolare cadenza "del tutto diversa da quella dei chioggioti e che consiste nell'allungamento della vocale tonica e nel successivo raddoppiamento della consonante che segue". È una sorta di cantilena con l'allungamento delle vocali; le parole si pronunciano quasi trascinandole e le vocali si raddoppiano e si allungano.

## Monumenti e luoghi d'interesse
Il cuore del paese è piazza Baldassare Galuppi (Burano 1706 - Venezia 1785), l'unica piazza del paese, intitolata al noto compositore settecentesco, realizzata interrando un canale.

### Chiesa di San Martino

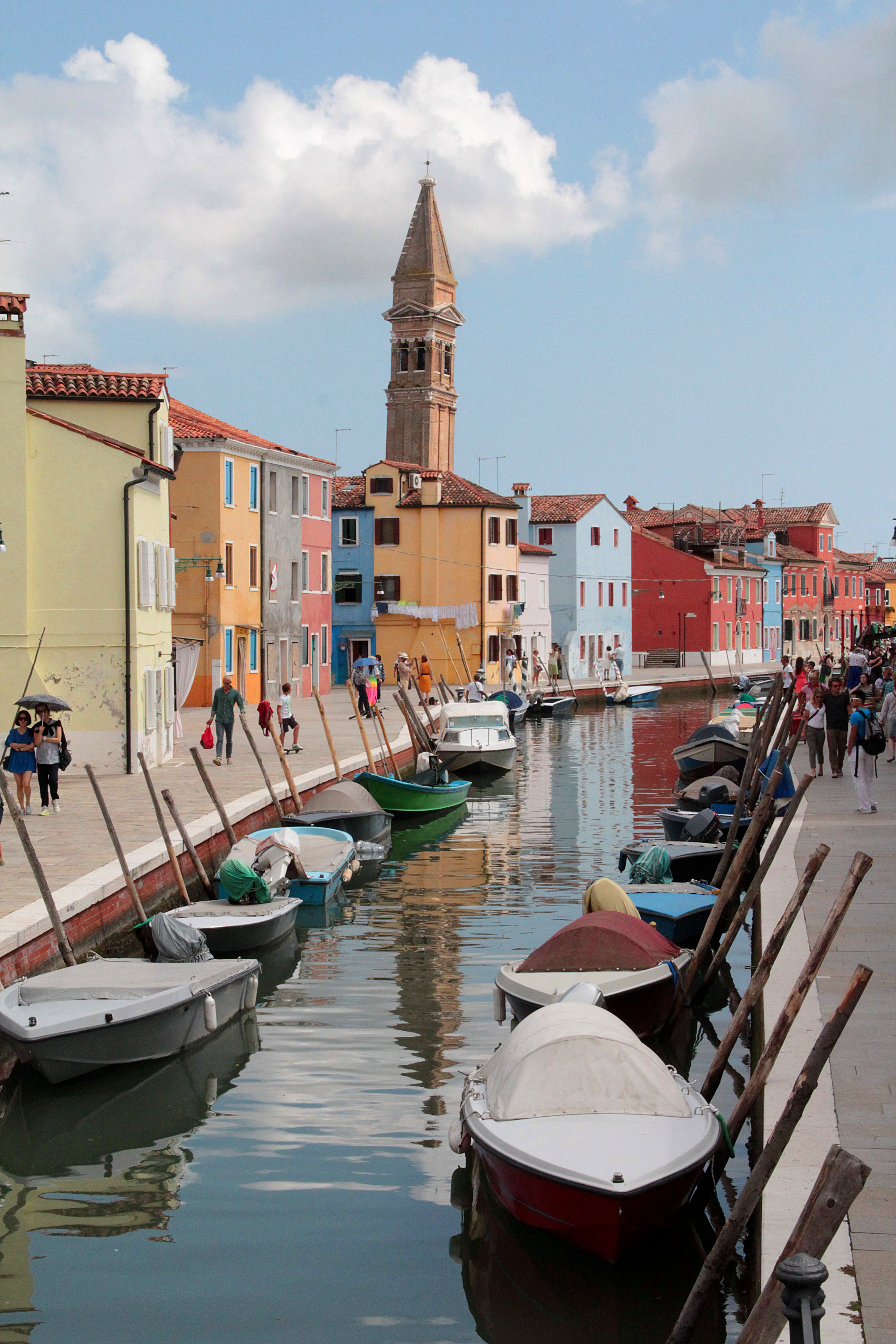
Il Rio della Giudecca e la chiesa di San Martino a Burano

Sulla piazza si affaccia la Chiesa di San Martino, l'unica chiesa oggi officiata nell'isola. Famoso il suo campanile, caratterizzato da una forte pendenza dovuta al parziale cedimento dei suoi basamenti, fondati, come alcune parti di Venezia, su palafitte. 
Nel 1512 Marin Sanudo il Giovane cita la Chiesa di San Martino come Cattedrale, e viene spesso ricordata come Duomo, ma dovrebbe essere onorata almeno come Chiesa arcipretale perché nella sua giurisdizione esistevano quattro curazie, dette anche cappellanie, fondate da quattro confraternite alle dipendenze del parroco di Burano, il quale, secondo una antica tradizione, veniva eletto dai capifamiglia.
La chiesa è priva di una entrata principale, l'ingresso si effettua lateralmente da una porta di stile Rinascimentale vicino alla cappella di Santa Barbara che conduce in un vasto atrio. L'interno del "duomo" è spazioso, a tre navate, con ampia crociera a volte sostenute da due ordini di pilastri neoclassici. 

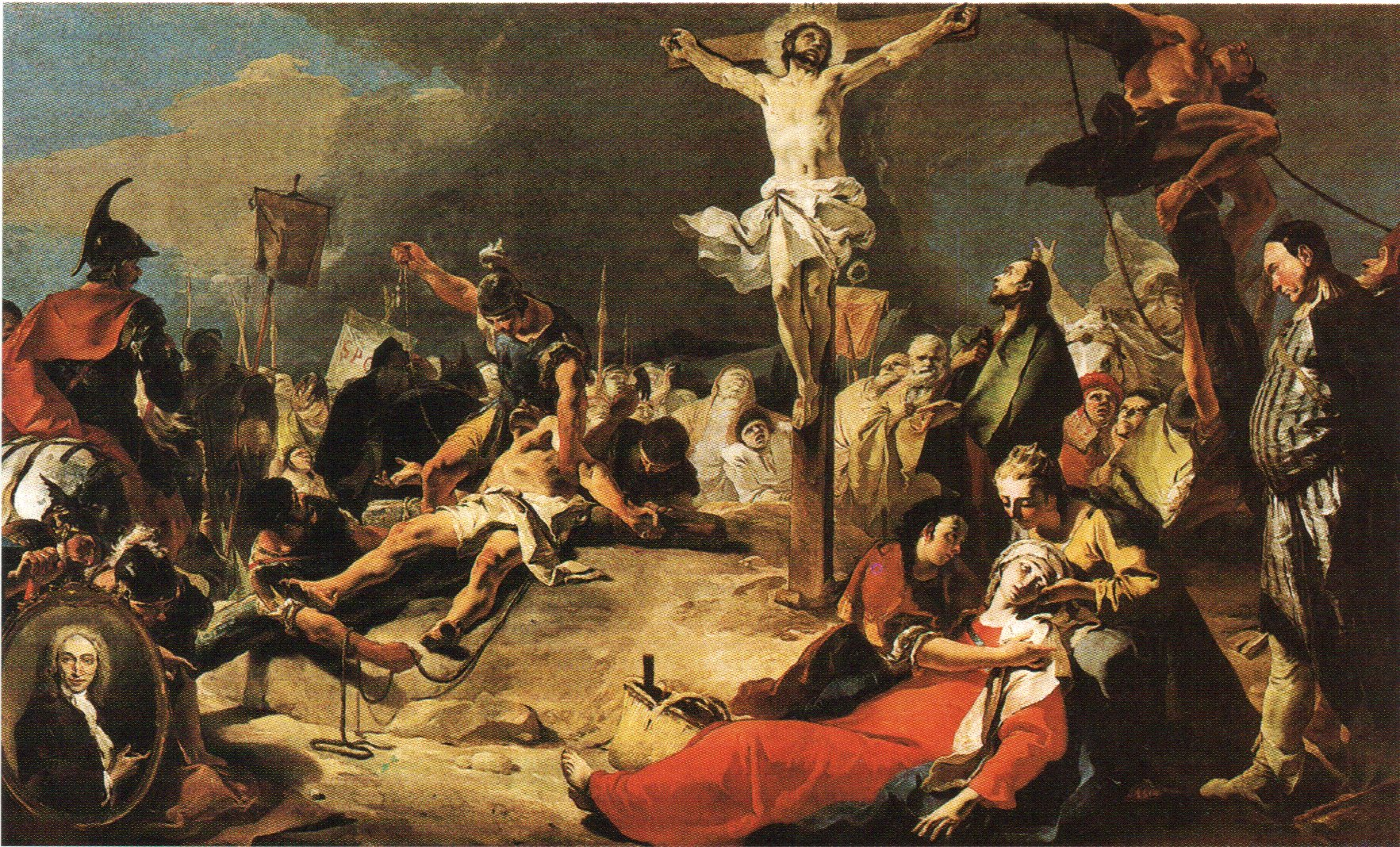
Giambattista Tiepolo, Crocefissione, 1725

Tra i numerosi quadri affissi alle pareti da notare una pregevole tela ad olio con la Crocifissione di Giambattista Tiepolo del 1725. Sempre all'interno, nella cappella absidale di sinistra, si trova anche l'urna contenente i resti di Albano, Domenico e Orso, Santi Patroni di Burano, che, secondo una leggenda, arrivarono miracolosamente in un sarcofago che navigò sulle acque tra il 959 e il 1372 e che si spiaggiò nella piazza.

### Cappella di Santa Barbara
Santa Barbara visse tra il III e l'inizio del IV secolo. Secondo fonti apocrife, era figlia di Dioscuro, re di Nicomedia, che la rinchiuse in una torre perché divenuta cristiana. Fu denunciata al prefetto come cristiana che la condannò a morte. Fu decapitata dallo stesso padre che morì incenerito da un fulmine. È venerata dal VII secolo. Viene raffigurata come una giovane donna con la palma del martirio in mano accanto ad una torre. E' protrettice degli artiglieri, bombardieri, pompieri, armaioli, minatori e campanari. Viene invocata per la protezione dai fulmini e dagli incendi.
Nel VI secolo l'imperatore Giustino avrebbe trasferito il suo corpo dall'Egitto a Costantinopoli e qualche secolo dopo i veneziani lo portarono nella loro città, affidandolo nel 1009 alla chiesa di San Giovanni Evangelista di Torcello. Nel marzo del 1811, a causa delle soppressioni napoleoniche, le sue spoglie furono trasportate a Burano in un oratorio accanto al duomo che nel 1925 fu distrutto da un incendio. Venne ricostruita una cappella dedicata a Santa Barbara con un solo altare sul quale fu posto il suo corpo in un sarcofago abbellito da un paliotto seicentesco in commesso di pietre dure provenienti dalla distrutta chiesa di San Giovanni Evangelista di Torcello. Ai lati furono posti i dossali di quercia antica portati dalla chiesa di Santa Fosca di Torcello.

### Altre chiese e monasteri dell'isola
La Chiesa di Santa Maria delle Grazie, più nota come Chiesa delle Cappuccine,  costruita nel 1533 con accanto un monastero, fu chiusa al culto nel 1806 e da allora utilizzata nei modi più stravaganti, da squero per il ricovero delle imbarcazioni a laboratorio per la costruzione di carri di carnevale. È stata riaperta al pubblico dopo un lungo e costoso restauro nel 2006: ospita mostre d'arte ed altri eventi. 

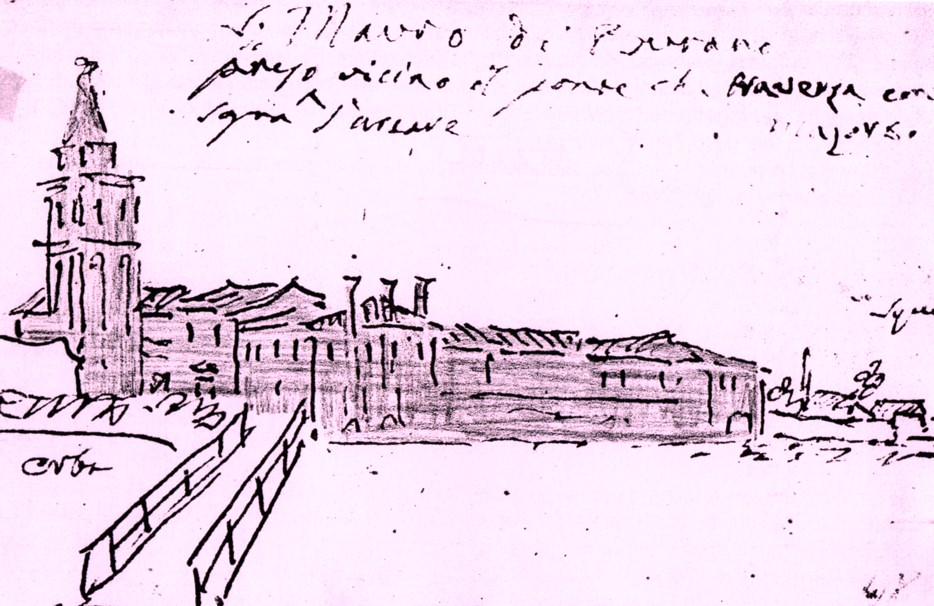
Giacomo Guardi, San Mauro, 1806

Nella zona di San Mauro esisteva una chiesa del IX secolo dedicata al martire San Mauro di Parenzo con accanto un monastero dove nel 1768 vennero concentrate le monache del vicino monastero di San Vito. La chiesa fu soppressa per decreto napoleonico nel 1806 e le monache passarono nel convento di San Biagio alla Giudecca.
Nel 1347 viene documentata l'esistenza di una chiesa e di un monastero dei Santi Cipriano e Cornelio che vennero affidati alle monache benedettine di San Vito le quali nel XVI secolo costruirono una nuova chiesa intitolata a San Vito e così scomparve la denominazione dei Santi Cornelio e Cipriano.
Nell'isola di Burano, durante il dominio della Serenissima Repubblica, oltre a tante chiese e monasteri sorsero nove Confraternite con lo scopo di esercitare una fervida attività di culto, di beneficenza e di carità.

### Palazzo del podestà
Nella piazza Baldassarre Galuppi sorge il palazzo gotico del podestà che vi trasferì la sua residenza da Torcello nel XVII secolo. Con l'insediamento del podestà a Burano, l'isola acquistò maggior prestigio perché la sede della Podesteria portò con sè tutte le cariche e tutti i procedimenti civili e criminali di governo. Il palazzo anticamente aveva una prospettiva diversa e più ampia, in stile gotico con una torretta merlata ghibellina, con orologio e cupoletta dotata di campana civica che suonava quando il Consiglio della Podesteria si doveva riunire.
Attualmente essa è la sede della ''Scuola del merletto'' e del ''Museo del merletto'' che venne aperto nel 1981 su iniziativa di un Consorzio voluto da enti pubblici e privati e dalla Fondazione Adriana Marcello. Nel palazzo si sono svolte mostre tematiche di successo e furono organizzati corsi teorico-pratici sull’arte del merletto di Burano per impedire l’oblio di quest'arte. Presso il ''Museo del merletto'' di Burano sono esposti oltre duecento esemplari unici della collezione della scuola, eseguiti fra il XVI e il XX secolo. Il museo conserva inoltre l'archivio della scuola e altri documenti ed opere d'arte relative alla lavorazione del merletto a Venezia.

### Le case colorate

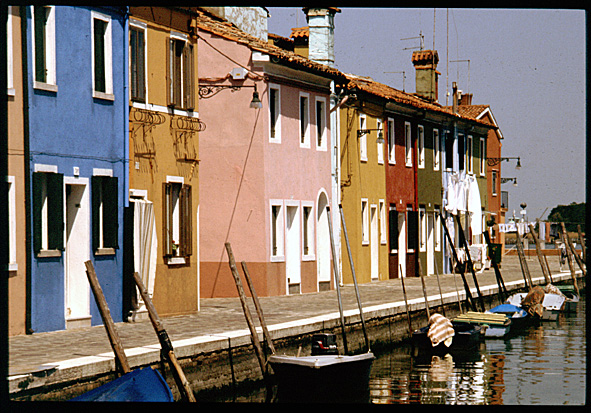
Le famose case colorate di Burano

Uno dei luoghi più caratteristici dell'isola è l'incrocio di 2 canali, dove sorgono i Tre Ponti, strutture caratteristiche che collegano tre sestieri di Burano: San Mauro, San Martino Sinistro e Giudecca. Qui si congiungono le vie più colorate dell'isola, dove sorgono le case dei pescatori e vari negozi artigianali.

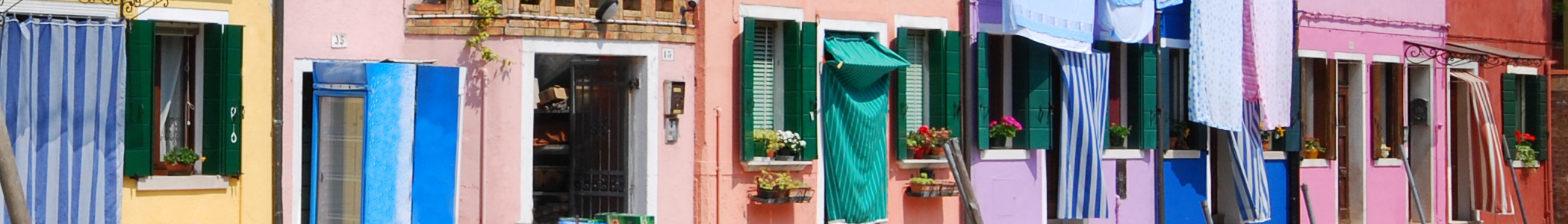
Colori di Burano

Burano è nota, oltre che per la lavorazione artigianale dei merletti, anche per le sue tipiche case vivacemente colorate, sebbene il motivo e l'origine di questa usanza non siano ancora chiari. Un'ipotesi suggerisce che ogni colore sarebbe semplicemente il simbolo di una determinata famiglia, visto che anche in epoca moderna a Burano vi sono pochi ma molto diffusi cognomi. Per questo motivo a Burano, come in altri luoghi del Veneto, si utilizzano i detti, dei soprannomi aggiunti al cognome per distinguere un ramo familiare dall'altro.

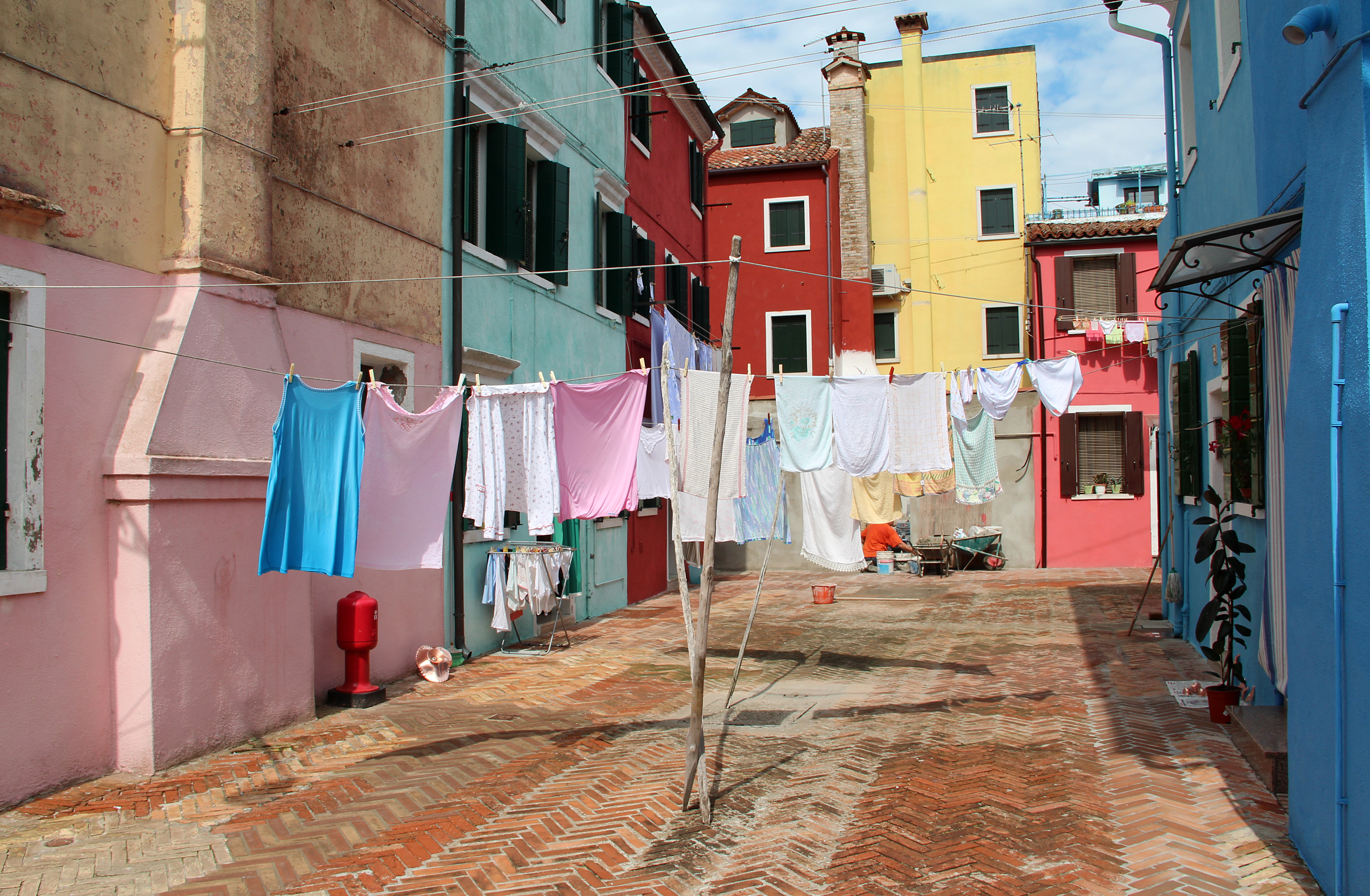
Corte Bortoloni

Un'altra supposizione, forse più fondata, afferma che i colori vivaci servirebbero ai pescatori per ritrovare la propria casa in presenza della nebbia, che a Burano si presenta particolarmente fitta. Da ricordare che per tutto il periodo del Regno d'Italia per cambiare il colore di una casa serviva chiedere il permesso ad un sovrintendente. Fra le abitazioni colorate più note, vi è la casa di Bepi Suà con le sue particolari decorazioni geometriche.

### Barche a Burano
Quasi tutti i tipi di imbarcazioni che si sono viste navigare nella laguna veneta vennero costruite anche negli squeri di Burano. Negli stessi squeri non venivano costruite soltanto imbarcazioni di media e piccola portata come sandoli, batele, caorline, peate, ma anche quelle di grossa mole come burchi, burchiele, comacine. che esercitavano il traffico pesante nelle vie d'acqua fluviali e lagunari. Fra le imbarcazioni caratteristiche dell'isola sono da annoverarsi la batela buranela, la caorlina da seragia, la caorlina ortolana, il cofano, le barche da trata a la buranela ed in particolare il sandolo buranelo. È questa un'imbarcazione solida, capiente e maneggevole: lo scafo, lungo fra i 5 e i 9 metri e stretto, infatti lo rende particolarmente adatto alla conduzione a remi con la tradizionale tecnica della voga alla veneta in piedi o alla valesana con due remi incrociati. Un tempo era utilizzato soprattutto per la pesca, mentre oggi il sandalo si usa molto spesso anche per diporto, trasporto di persone o di carichi modesti e per regate.
Nell'isola, oltre che lavorare il merletto, alcune botteghe artigianali producono oggetti in vetro di Murano lavorato al lume e altri laboratori realizzano maschere in cartapesta. Queste forme di artigianato, pur originarie delle altre isole della laguna veneta, oggi si sono espanse anche a Burano.

## Società

### Evoluzione demografica
Abitanti censiti; in verde la popolazione residente entro i vecchi confini comunali

## Cultura

### La lavorazione dei merletti

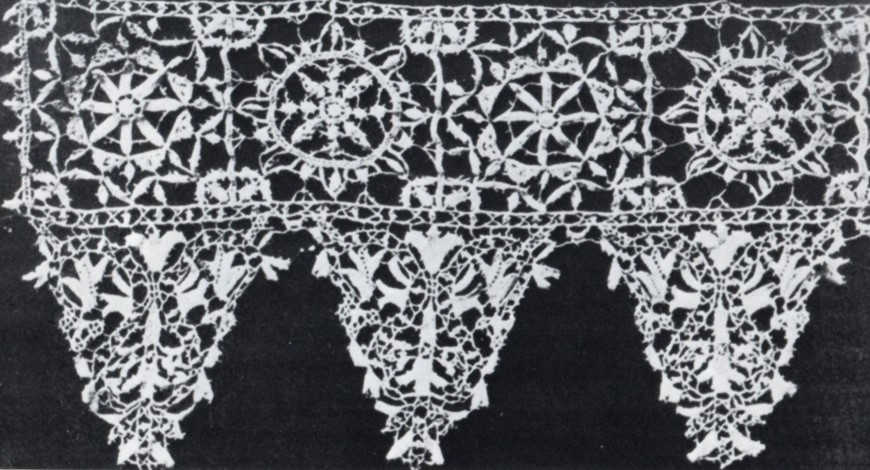
Merletto di Burano lavorato a punto reticella con merletti in aria, seconda metà sec. XVI, Venezia, Museo Correr

La leggenda vuole che proprio grazie ad un pescatore sia nata la tradizionale produzione tessile artigiana. Costui infatti, avendo resistito al canto delle sirene in nome della sua bella che lo attendeva a Burano, avrebbe ricevuto dalla regina dei flutti una corona di schiuma per ornare il capo della sua sposa. Le amiche della diletta, invidiose e conquistate dalla bellezza del velo, avrebbero cercato di imitarlo, dando così inizio a una scuola di tradizione centenaria. Storicamente l'artigianato del merletto risale al XVI secolo.

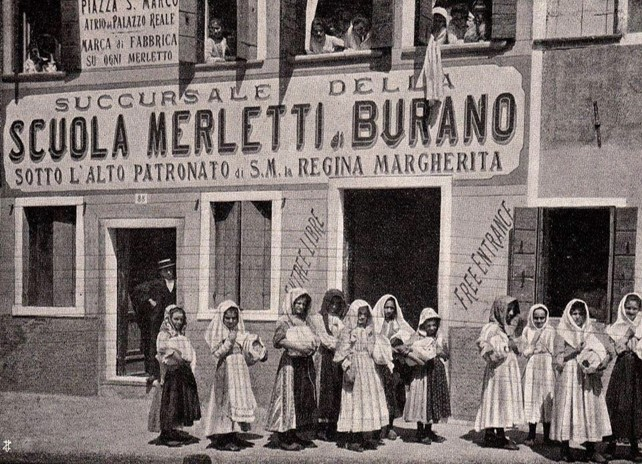
Scuola merletti Burano

Il merletto di Burano si lavora senza il tombolo. Viene chiamato "punto in aria" perché il ricamo è fatto da fili che vengono intrecciati soltanto con l'ago. Non appoggiata alla tela questa stupefacente creazione è frutto di un lento e paziente lavoro con filo sottilissimo in cui l'ago segue, con squisito senso d'arte e di tecnica, forme fantastiche, non solo disegni geometrici ma anche ispirate a fiori, animali, volute e racemi. Nel '600 furono inventate le roselline, piccoli dischetti stellari, sparsi ovunque con garbo e con mirabile varietà di effetti sul fondo della trina. Questo punto  a rosette e l'altro detto controtagliato più pesante e più solenne nelle volute a rilievo e nelle grosse ordinature di contorno, furono i due tipi più in voga che da Venezia si diffusero in tutta Italia e fuori della penisola, particolarmente in Francia, toccando prezzi favolosi. L'arte del ricamo andò spegnendosi dopo il XVII secolo ed il merletto cadde in disuso.

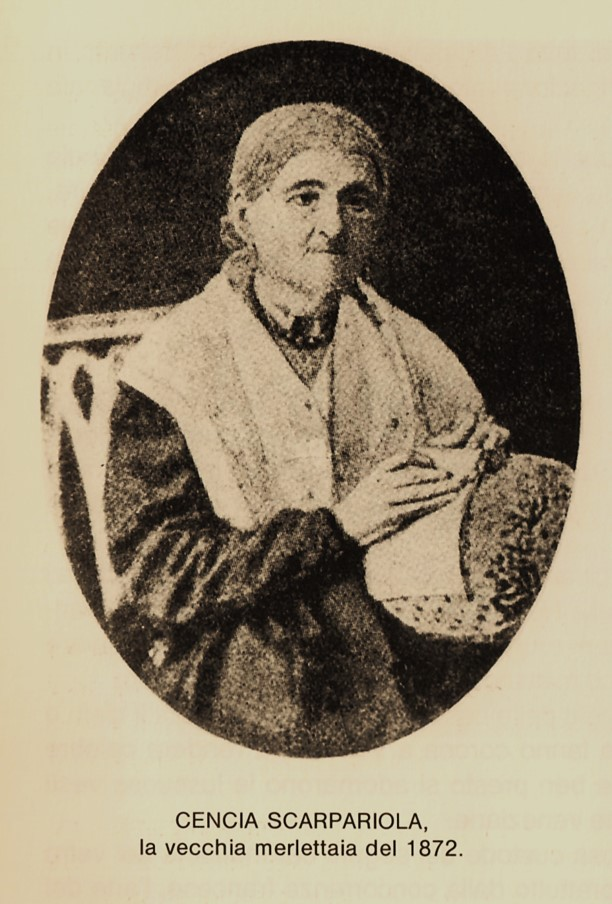
"Vincenza Memo", detta Cencia Scarpariola, è stata la donna che ha custodito, preservato e tramandato appena in tempo la tradizione del merletto di Burano

Nell'inverno del 1872, grazie all'interessamento della contessa Andriana Marcello e dell'onorevole Paolo Fambri, si decise di cercare di rivitalizzare l'antica tradizione del merletto di Burano, con lo scopo principale di alleviare le tristi condizioni economiche dell'isola. Venne quindi chiesto ad un'anziana merlettaia di nome "Vincenza Memo", detta Cencia Scarpariola, rimasta ultima depositaria di tutti i segreti dell'arte, di tramandarli alla maestra elementare Anna Bellorio D'Este, che a sua volta li passò alle figlie e ad un gruppo di ragazze. Fu così che presso l'antico palazzo del podestà nacque la Scuola del merletto di Burano, che grazie alle commesse della contessa Marcello e di una serie di nobildonne da lei interpellate, fra le quali la principessa di Sassonia, la duchessa di Hamilton, la contessa Bismarck, la principessa Metternich, la regina d'Olanda e la regina Margherita, fece nuovamente rifiorire il lavoro e il commercio. Nel 1875 la Scuola del merletto contava oltre 100 allieve. Nel 1905 erano iscritte alla scuola del merletto 590 ragazze: 555 produssero merletti con un ricavo di vendita di 154.802,72 lire.
I decori erano tratti dai repertori del passato: si riprodussero così tutte le tipologie stilistiche, spesso con una precisione tecnica superiore alle originali, ma restando modesti i rinnovamenti iconografici ispirati ad Art Nouveau e Déco. L’attività proseguì per decenni grazie a generose commissioni dei Reali e a finanziamenti della famiglia Marcello, ma il mutare delle mode e la diminuita disponibilità finanziaria generale, stravolta dalla grande guerra, la tendenza a persistere su modelli iconografici del passato, l’altissimo costo del lavoro fatto a mano rispetto al prodotto industriale, la concorrenza dei numerosi altri centri sorti in Italia, resero vano ogni sforzo. Nel secondo dopoguerra si realizzano solo accessori minori e souvenirs per il turismo e negli anni Settanta cominciarono a scomparire scuole e laboratori. Un decennio dopo, però, l’iniziativa di un Consorzio voluto da enti pubblici e privati, dalla Fondazione Adriana Marcello, portò nel 1981 all’apertura del Museo della Scuola, ad una serie di mostre tematiche di successo e all’organizzazione di corsi teorico-pratici sull’arte del merletto di Venezia e Burano, per impedirne ancora una volta l’oblio.

### Scuola di Burano

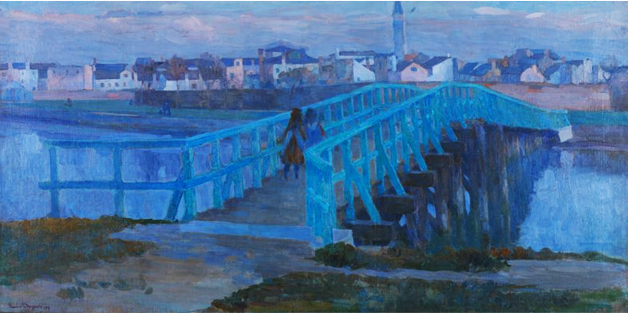
Umberto Moggioli, Il ponte verde, 1910. Rovereto, Mart

La denominazione che si riferisce, più che a una scuola, ai caratteri di una precisa stagione della pittura veneziana moderna, che fiorì nel paesaggio lagunare di Burano, a partire dal 1910 e i cui epigoni giungono fin quasi all'avvento delle poetiche dell'astrattismo e dell'informale, sullo stimolo di ideali ed esigenze estetiche di alcuni pittori: (Gino Rossi, Umberto Moggioli, Luigi Scopinich, Pio Semeghini) operanti nell'ambito delle mostre di Ca' Pesaro. Dentro e fuori della cosiddetta Scuola di Burano, che nel periodo tra le due guerre segnò interessanti sviluppi, operarono artisti diversi come C. Dalla Zorza, U. Lilloni, N. Springolo, F. Seibezzi, M. Vellani Marchi, L. Cobianco, M. Varagnolo, N. Mori, F. De Pisis, V. Guidi, L. Gaspari, J. Ravenna, R. Borsato, G. Celiberti, G. Barbisan, S. Consadori e altri che seguirono nel tempo. Nel dopoguerra una generazione più giovane di artisti con intendimenti di rinnovamento o di rottura con il passato (E. Vedova e B. Romagnoni), portò al declino di questa tradizione attraverso la loro partecipazione alle prime quattro edizioni del “Premio Burano” (1946, 1951, 1953, 1956). Nelle fasi di questa lunga stagione artistica si segnalò anche per la sua esemplare sintesi espressiva e coerenza morale, la pittura di Gigi Candiani (1903-1963): artista che seppe raccogliere l'eredità dei primi fondatori della Scuola di Burano.
Nel 1964 inizia una nuova avventura destinata a sostenere e salvaguardare il Premio Burano: nel 1966 nasce il "Piccolo Premio Burano di Pittura"; nel 1974 diventa "Premio Burano di Pittura" che ha dato vita a quattro biennali di grande successo. Nel 1982 si tenne una retrospettiva del Premio Burano che fu nuovamente bandito negli anni 1984, 1986 1989, 1991, quando, per mancanza di finanziamenti, si chiuse la seconda stagione del Premio di pittura.

### Cucina
Il tipico dolce di Burano è il bussolà, un biscotto a forma di ciambella gialla fatta con uova, farina, zucchero e burro, da non confondere con il "bossolà" di Chioggia fatto soltanto di pane tostato a forma ciambella. Con lo stesso impasto si prepara l'esse (plurale essi) dalla forma di lettera "S".
Il risotto di gò, noto anche come risotto “alla buranella”, è un piatto tipico della laguna veneta che vanta origini antiche. Protagonista indiscusso è il gò, cioè il ghiozzo, un pesce dal sapore intenso che dona al risotto un'anima marina inconfondibile.

## Nei media
- Il video della canzone La stessa della cantante Alessandra Amoroso è ambientato a Burano.
- La canzone tradizionale veneziana  Buran Burano Bea (Ricordo di Burano) di Gianni Longo è un omaggio all'isola.

## Galleria d'immagini

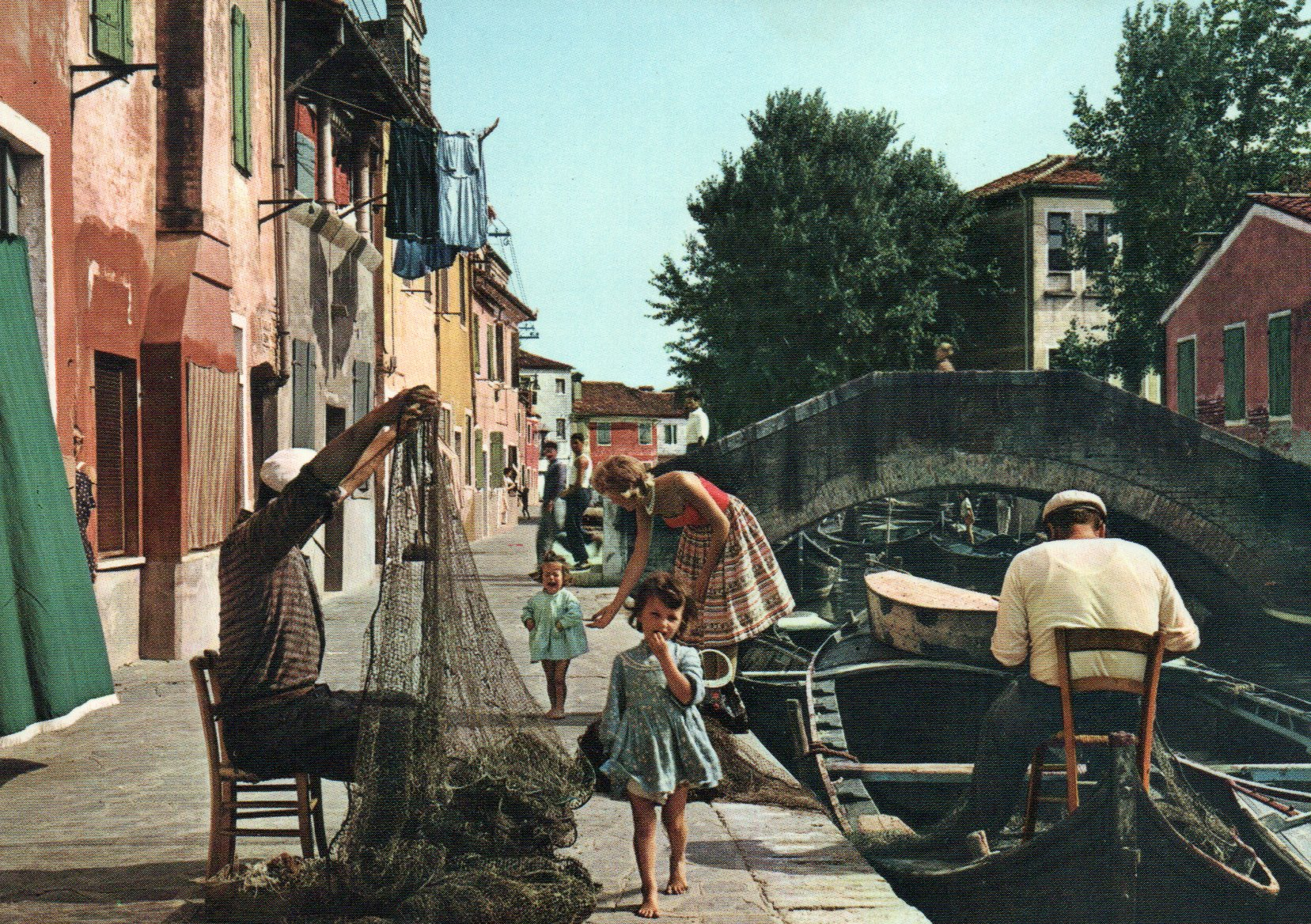
Burano, Pescatori intenti a riparare le reti
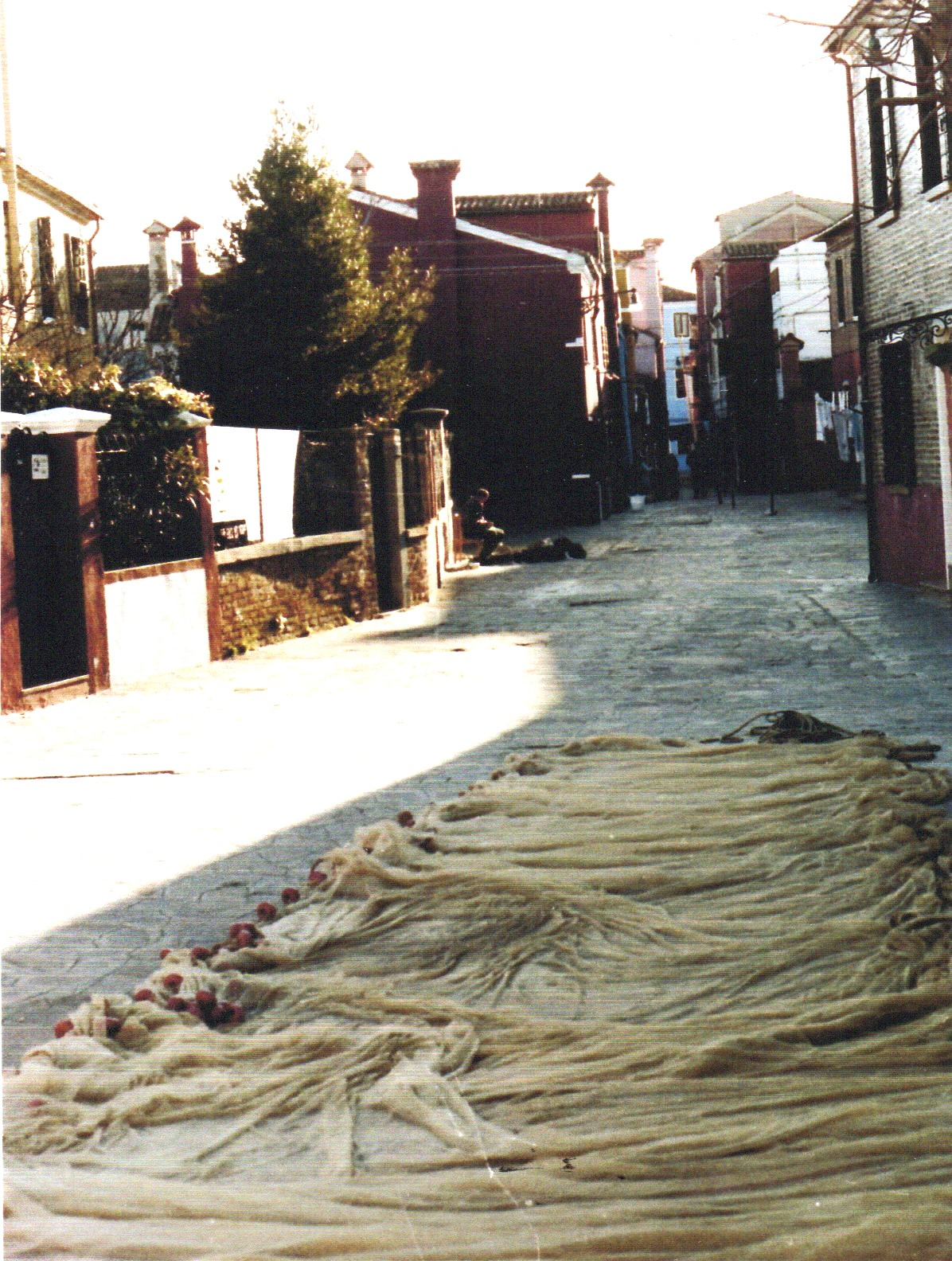
Burano, Reti da pesca stese ad asciugare
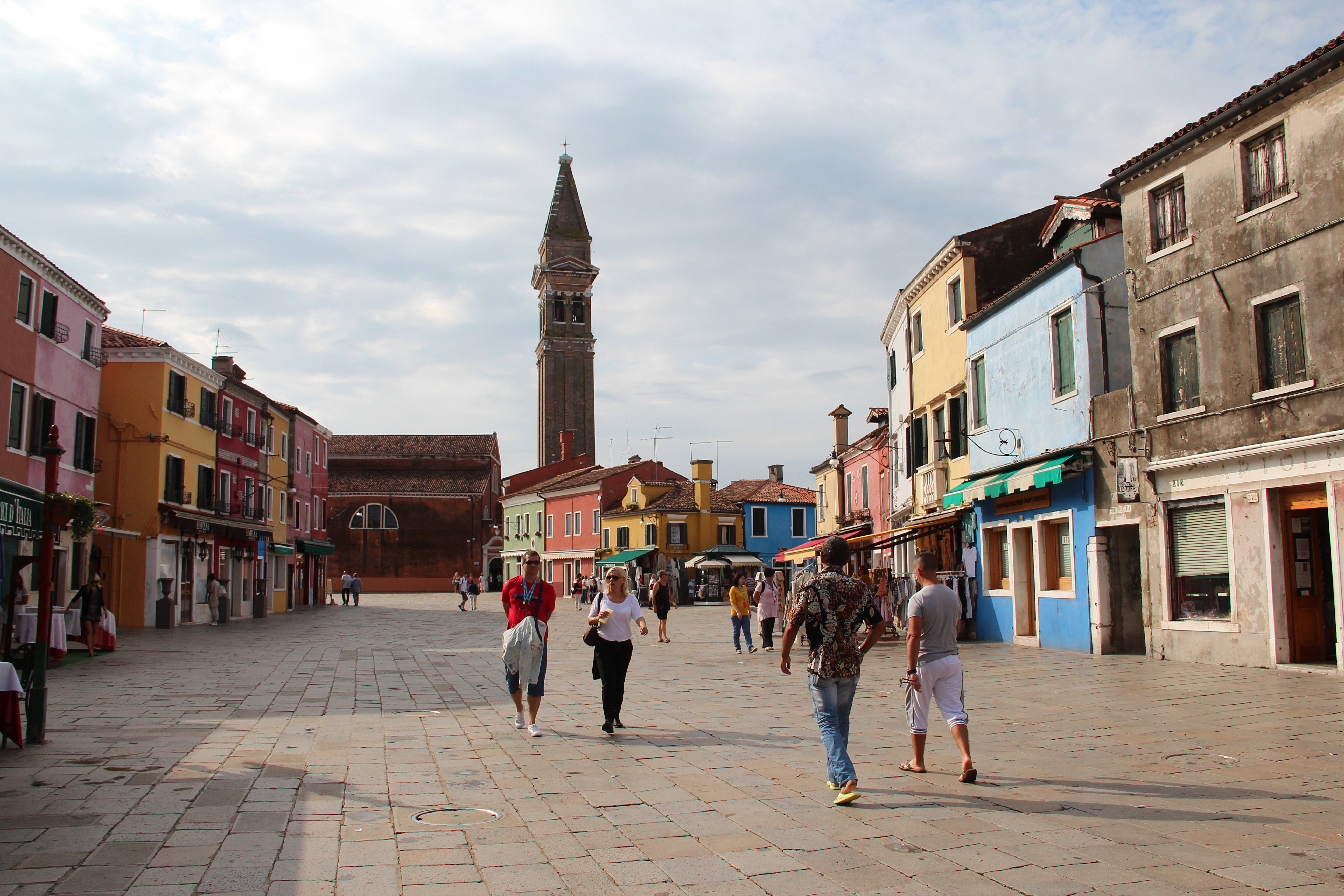
Piazza Baldassare Galuppi.
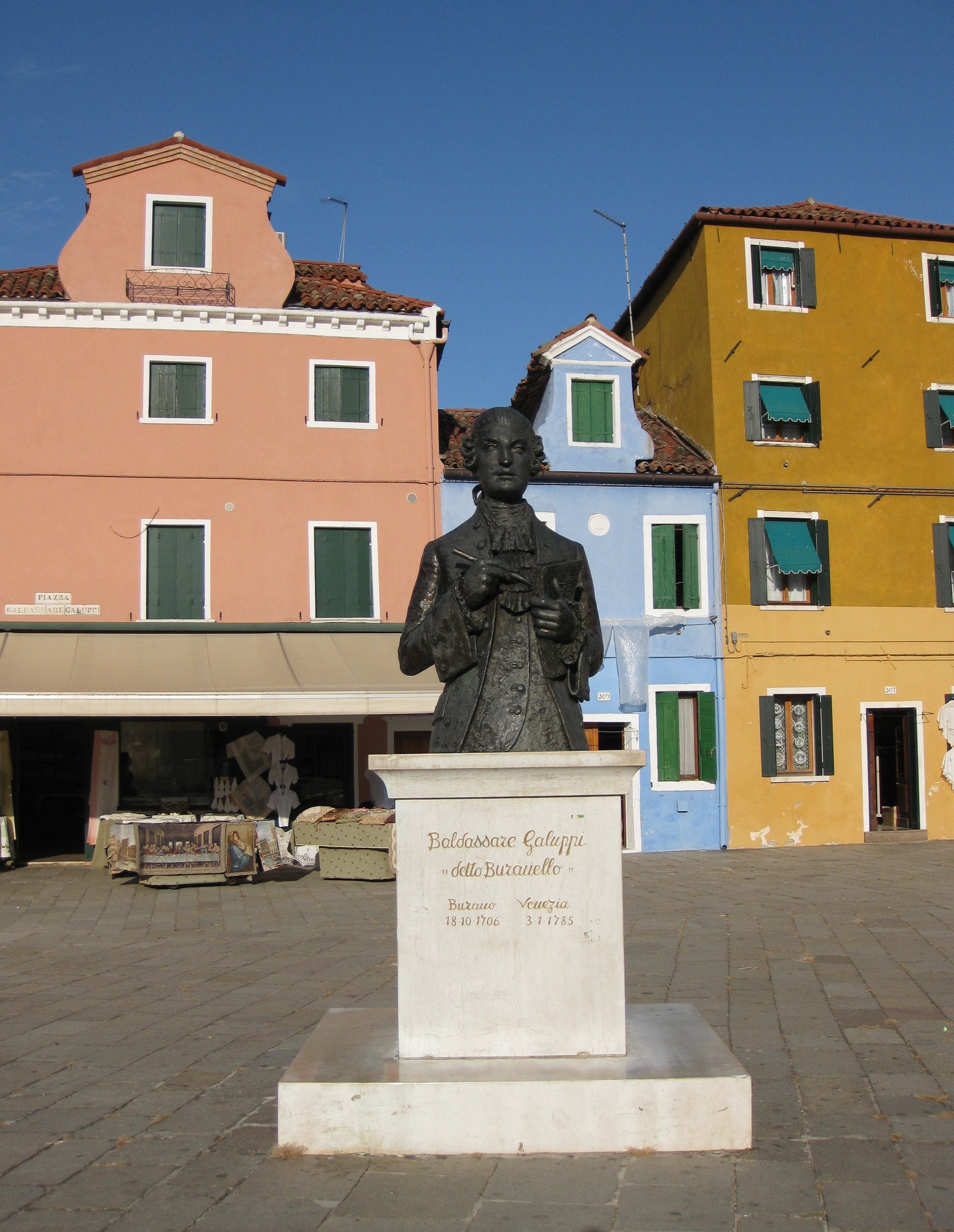
Monumento a Baldassare Galuppi.
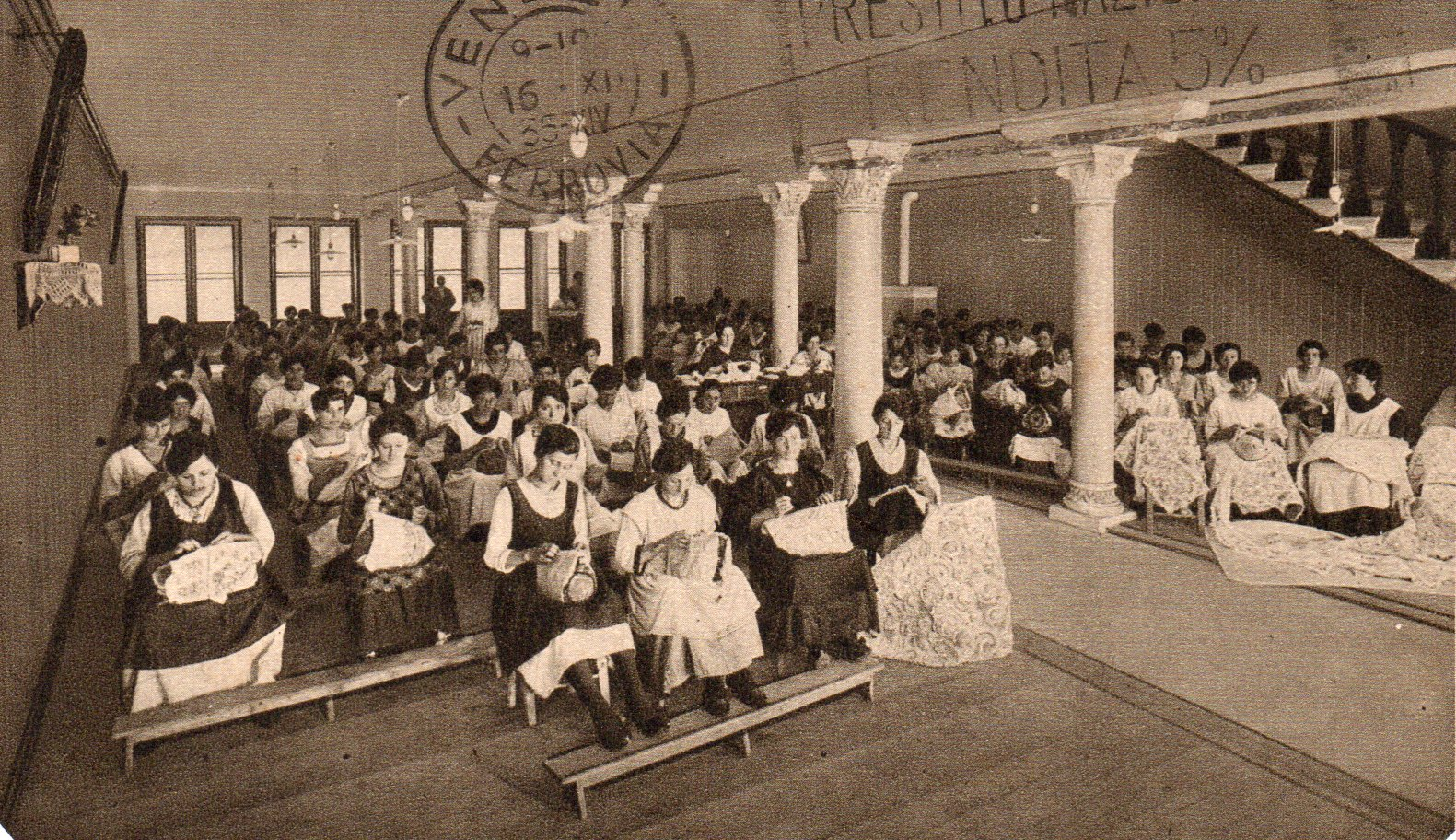
Burano, Scuola merletto, anno 1935
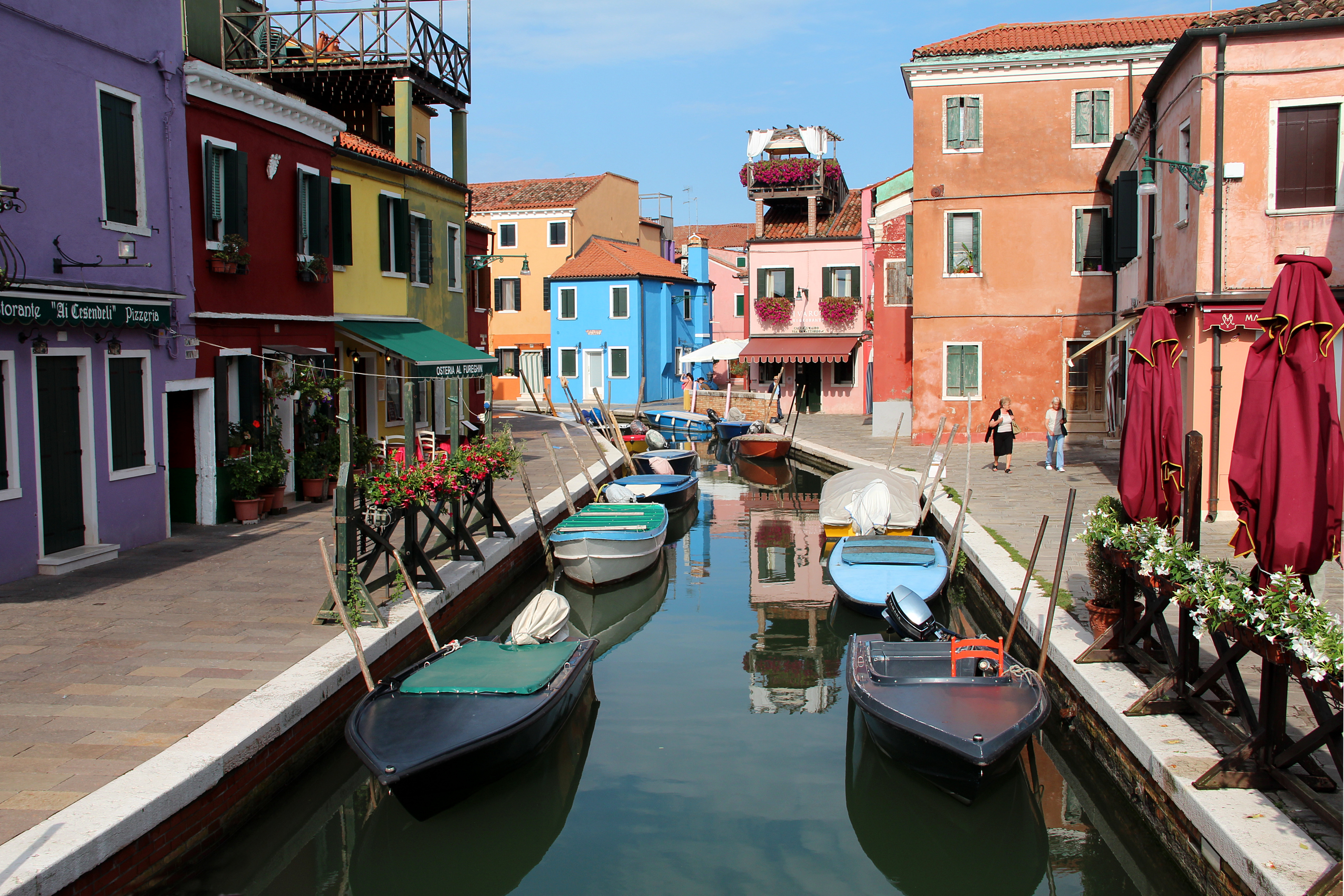
Fondamenta degli Assassini, Rio Assassini e Fondamenta San Mauro.
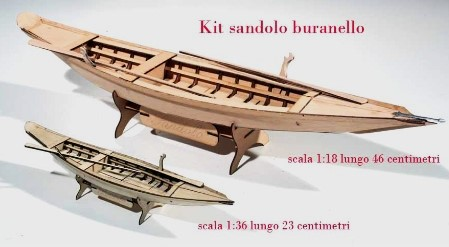
Sandolo buranello